# Jorge Luiz da Costa Pimentel
Jorge Luiz da Costa Pimentel, meglio conosciuto con lo pseudonimo di Jorginho Pimentel o semplicemente Jorginho (Itapiruçu, 10 ottobre 1968), è un ex giocatore di calcio a 5 brasiliano, campione del mondo con la nazionale brasiliana nel 1992.

## Carriera
Jorginho è stato uno dei protagonisti della vittoria della Seleção al FIFA Futsal World Championship 1992. Nel suo palmarès figurano anche tre vittorie del circuito brasiliano con Enxuta e Banfort, quattro campionati brasiliani per club con l'Enxuta/DalPonte, due mundialito e tre Campionati sudamericani. Con l'Atlético Mineiro inoltre è stato campione del mondo nel 1998.
Trasferitosi in Russia, ha vinto la Coppa degli Urali con il GKI Gazprom nel 1999-2000 risultando anche miglior giocatore della manifestazione. Con la medesima squadra nell'anno successivo si è aggiudicato la Coppa di Russia, mentre nel 2001-2002 ha vinto la supercoppa nazionale.
A livello di onorificenze individuali, Jorginho è stato eletto miglior giocatore del campionato brasiliano nel 1995, miglior giocatore di Hong Kong 1992 e miglior giocatore della Coppa Intercontinentale 1998.

## Palmarès

### Club
- Coppa del Brasile: 2

Enxuta: 1995, 1996
- Coppa di Russia: 1

KSM-24 Mosca: 2000

### Nazionale
- Campionato mondiale: 1

Hong Kong 1992